# Marko Hübenbecker
Marko Hübenbecker né le 14 juin 1986 est un bobeur allemand actif depuis 2008. 

## Carrière
Il a remporté la médaille d'or dans l'épreuve du bob à quatre aux Championnats du monde 2013 et celle de bronze dans cette même épreuve aux Championnats du monde 2012. Il a fait ses débuts en Coupe du monde lors de la saison 2011/2012, et a remporté son premier succès associé au pilote Maximilian Arndt en bob à quatre à Altenberg en janvier 2012. Lors des Jeux olympiques d'hiver de 2014, il participe au bob à quatre et prend la sixième place.

## Palmarès

### Championnats monde
- médaille d'or en bob à quatre en 2013.
- médaille de bronze en bob à quatre en 2012.

### Coupe du monde
- 24 podiums  : 
  - en bob à 2 : 1 victoire, 2 deuxièmes places et 1 troisième place.
  - en bob à 4 : 9 victoires, 7 deuxièmes places et 4 troisièmes places.

#### Détails des victoires en Coupe du monde
| Édition   | Bob à 2      | Bob à 4                  |
| 2011-2012 | Saint-Moritz | Altenberg Saint-Moritz   |
| 2012-2013 |              | Altenberg Igls           |
| 2013-2014 |              | Winterberg x2            |
| 2014-2015 |              | Königssee                |
| 2015-2016 |              | Lake Placid Saint-Moritz |